# Plein Soleil

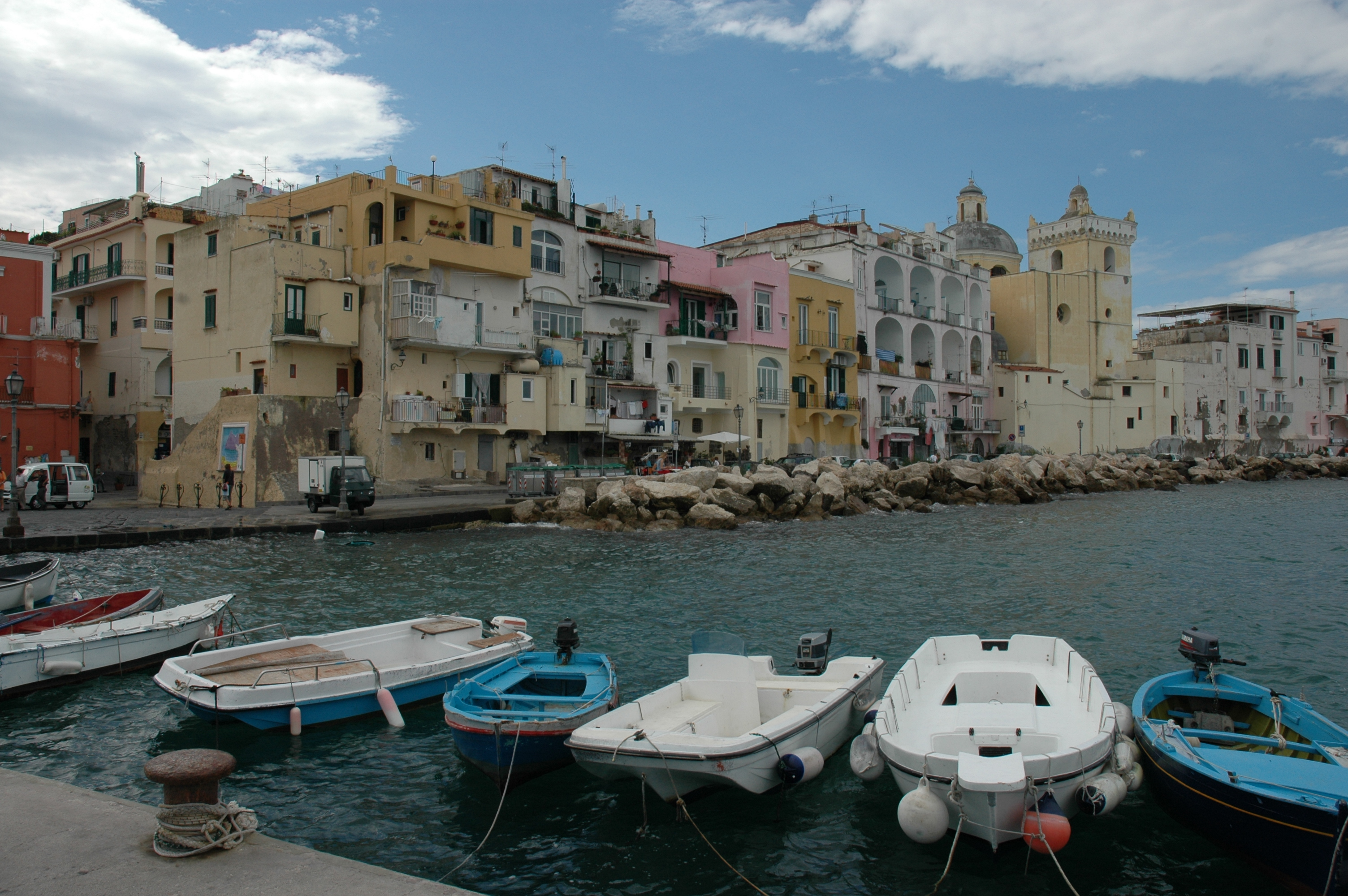
Ischia Ponte, een van de filmlocaties

Plein Soleil is een Frans-Italiaanse thriller uit 1960 onder regie van René Clément. Het scenario is gebaseerd op de roman The Talented Mr. Ripley (1955) van Amerikaanse auteur Patricia Highsmith. Destijds werd de film in Nederland uitgebracht onder de titel Alleen de zon was getuige, internationaal in het Engels als Purple Noon.

## Verhaal
Tom Ripley wordt door de heer Greenleaf naar Europa gestuurd om er diens zoon Philippe te zoeken en hem terug mee te brengen naar de Verenigde Staten. Philippe wil zijn verloofde Marge echter niet achterlaten. Tom wordt daarom niet uitbetaald door Greenleaf. Hij treft lugubere maatregelen.

## Rolverdeling
| Acteur          | Personage          |
| --------------- | ------------------ |
| Alain Delon     | Tom Ripley         |
| Maurice Ronet   | Philippe Greenleaf |
| Marie Laforêt   | Marge Duval        |
| Erno Crisa      | Riccordi           |
| Frank Latimore  | O'Brien            |
| Billy Kearns    | Freddy Miles       |
| Ave Ninchi      | Mevrouw Gianna     |
| Viviane Chantel | Belgische dame     |